# Lynndyl
Lynndyl és una població dels Estats Units a l'estat de Utah. Segons el cens del 2000 tenia 134 habitants.

## Demografia
Segons el cens del 2000, Lynndyl tenia 134 habitants, 45 habitatges, i 39 famílies. La densitat de població era de 14,7 habitants per km².
Dels 45 habitatges en un 42,2% hi vivien nens de menys de 18 anys, en un 71,1% hi vivien parelles casades, en un 6,7% dones solteres, i en un 13,3% no eren unitats familiars. En el 13,3% dels habitatges hi vivien persones soles el 4,4% de les quals corresponia a persones de 65 anys o més que vivien soles. El nombre mitjà de persones vivint en cada habitatge era de 2,98 i el nombre mitjà de persones que vivien en cada família era de 3,26.
Per edats la població es repartia de la següent manera: un 32,8% tenia menys de 18 anys, un 4,5% entre 18 i 24, un 23,9% entre 25 i 44, un 22,4% de 45 a 60 i un 16,4% 65 anys o més.
L'edat mediana era de 35 anys. Per cada 100 dones de 18 o més anys hi havia 91,5 homes.
La renda mediana per habitatge era de 35.625 $ i la renda mediana per família de 40.278 $. Els homes tenien una renda mediana de 31.250 $ mentre que les dones 21.250 $. La renda per capita de la població era d'11.738 $. Entorn de l'11,1% de les famílies i el 7,5% de la població estaven per davall del llindar de pobresa.

## Poblacions més properes
El següent diagrama mostra les poblacions més properes.